# Hilda Hernández
Hilda Rosario Hernández Alvarado (5 de octubre de 1966 - 16 de diciembre de 2017) fue una ingeniera agrónoma y política hondureña. Ostentó cargos públicos en los gobiernos nacionalistas de Ricardo Maduro, Porfirio Lobo Sosa y de su hermano, Juan Orlando Hernández. Desde enero de 2017 hasta su muerte, se desempeñaba como asesora política en la campaña de este último como candidato por la reelección para las elecciones generales de 2017.

## Biografía
Sus padres son Juan Hernández Villanueva y Elvira Alvarado Castillo; y es hermana del expresidente de Honduras, Juan Orlando y de Juan Antonio Hernández. Se graduó como ingeniera agrónoma en el Centro Universitario Regional del Litoral Atlántico, tras su paso por la Escuela Agrícola Panamericana.

## Vida política
Durante el gobierno de Ricardo Maduro (2002-2006) fungió como gerente de la desaparecida Corporación Hondureña de Desarrollo Forestal (Cohdefor), y en el Gobierno de Porfirio Lobo Sosa (2010-2012) fue la ministra de Desarrollo Social.
Tras la victoria presidencial de su hermano Juan Orlando Hernández, fue nombrada ministra directora de comunicaciones y estrategia de gobierno el 22 de julio de 2014, una decisión polémica puesto que la Constitución de Honduras prohíbe en el Artículo No. 250 que los parientes en cuarto grado de consanguinidad o segundo de afinidad puedan desempeñarse como secretarios de Estado. El presidente Hernández aclaró que se trataba de un título nominal, ya que el cargo no contó con las atribuciones constitucionales de un secretario de Estado, tales como el manejo de recursos del Estado o la designación de un presupuesto.
Durante su gestión se potenció la Radio Nacional de Honduras y la Televisión Nacional de Honduras (TVN8). Fue también directora de la "Marca País", una iniciativa para promover a nivel nacional e internacional los aspectos positivos de Honduras, su belleza natural y su cultura.
En enero de 2017 abandonó el ministerio para ser la jefa de comunicación de la campaña política reeleccionista de su hermano para las elecciones generales, que se celebraron el 26 de noviembre del mismo año, y en las que fue declarado ganador un día después de la muerte de Hilda Hernández.

## Fallecimiento
Falleció el 16 de diciembre de 2017 a los 51 años de edad en un accidente de helicóptero, mientras se transportaba a la base aérea José Enrique Soto Cano en Comayagua. La aeronave en la que viajaba junto a 5 personas más partió del aeropuerto Toncontín en Tegucigalpa, y fue reportada como desaparecida tras un último contacto a las 9:47 de la mañana. Horas después se confirmó que la misma se estrelló en la Reserva Biológica Yerba Buena, a unas 40 millas al norte de Tegucigalpa, sin dejar sobrevivientes. Su muerte provocó reacciones de condolencia entre varios actores políticos nacionales e internacionales.

## Objeto de investigación
Al final de mayo de 2019, fiscales estadounidenses archivaron documentos en los cuales se reveló que Hernández, junto con su hermano Juan Orlando y otros funcionarios cercanos al mandatario, fue incluida en una investigación sobre «narcotráfico a gran escala y lavado de dinero relacionado con la importación de cocaína a los Estados Unidos» llevada a cabo desde 2013. Los documentos fueron presentados a una corte federal de Nueva York como parte del proceso judicial contra Tony Hernández.